# Supercopa Asiática 1995
La Supercopa de la AFC 1995 fue la I edición de la Supercopa de la AFC. Fue campeón el club japonés Yokohama Flügels que derrotó al tailandés Thai Farmers Bank tras disputar partidos de ida y vuelta.

## Clubes clasificados
Se fueron decidiendo a lo largo de 1995 entre dos equipos de la confederación de Asia.
| AFC (Asia) |  | Yokohama Flügels  |  | Campeón de la Recopa Asiática (1994)              |
| AFC (Asia) |  | Thai Farmers Bank |  | Campeón de la Liga de Campeones de la AFC (1994). |

## Resultados

### Partido de ida
| 29 de junio de 1995 | Thai Farmers Bank       | 1:1 (0:0) | Yokohama Flügels | Shumpa Buri, Tailandia, |  |
|                     | 88' Natipong Sritong-in |           | 76' Zinho        |                         |  |

### Partido de vuelta
| 2 de agosto de 1995 | Yokohama Flügels                                              | 3:2 (0:1) | Thai Farmers Bank                            | Estadio Mitsuzawa, Yokohama, Japón |  |
|                     | 60' Evair Paulino 81' Motohiro Yamaguchi 88' Takayuki Yoshida |           | 35' Phanuwat Yinphan 70' Natipong Sritong-in |                                    |  |

| Campeón Yokohama Flügels |